# Linksys WRT54G
Der WRT54G ist ein Router (10/100) der Firma Linksys (seit 2013 ein Tochterunternehmen von Belkin), der aus einem integrierten Vier-Port-Switch und einem Wireless Access Point besteht. Das Gerät ist geeignet, einen Internetzugang mit mehreren Clients sowohl über Ethernet 802.3 als auch über WLAN 802.11b und 802.11g zu teilen.
Die erste Version des WRT54G wurde im Dezember 2002 veröffentlicht. Da der Router als zuverlässig gilt und seine Firmware frei verfügbar ist, wurde er als WRT54GL zumindest noch bis Juli 2016 vertrieben. Im August 2023 wurde der Router noch als Angebot auf Amazon gesichtet.

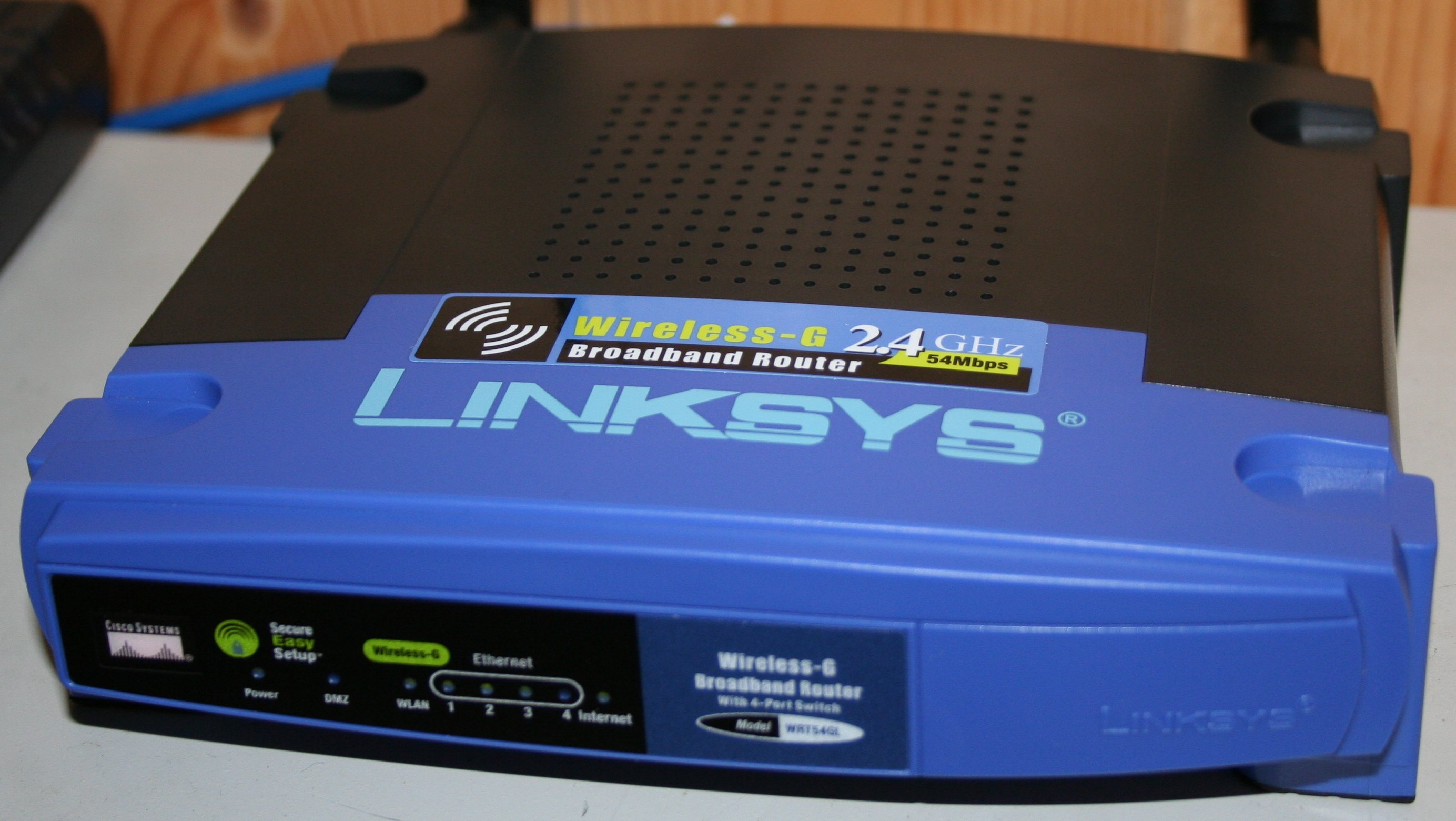
Linksys WRT54GL Wireless-G-Router

## Firmware
Das Besondere am WRT54G ist, dass der Quelltext der Firmware, zumindest bis Version 4.0 des Routers, unter der GPL veröffentlicht wurde. Linksys wurde 2004 unter Androhung von Rechtsmitteln zur Veröffentlichung des Quellcodes bewogen, da dieser iptables enthält. Das ist einer der prominentesten Fälle, bei denen die GPL durchgesetzt wurde.
Seit Ende 2005 setzt Linksys die Firmware VxWorks von Wind River Systems sowohl auf den WRT54G als auch auf den WRT54GS ein. Da sie wesentlich weniger Ressourcen als die vorhergehende Linux-Firmware benötigt, wurde auch die Hardware dementsprechend angepasst. Um trotzdem noch Geräte auszuliefern, die mit eigener Firmware bestückt werden können, vermarktet Linksys die Vorgängerversion seit 2005 als WRT54GL. Das L steht hierbei für Linux.
Durch die freie Verfügbarkeit des Quelltextes wurde eine Vielzahl von alternativen Firmwares wie OpenWrt, DD-WRT, FreeWRT, HyperWRT, Tomato, Talisman, Alchemy oder WiFi-Box entwickelt. Diese ermöglichen den WRT54G-Modellen Funktionen, die weit über den Funktionsumfang der ursprünglichen Firmware hinausgehen und bis dato weitaus teureren Routern vorbehalten waren.

## Hardware

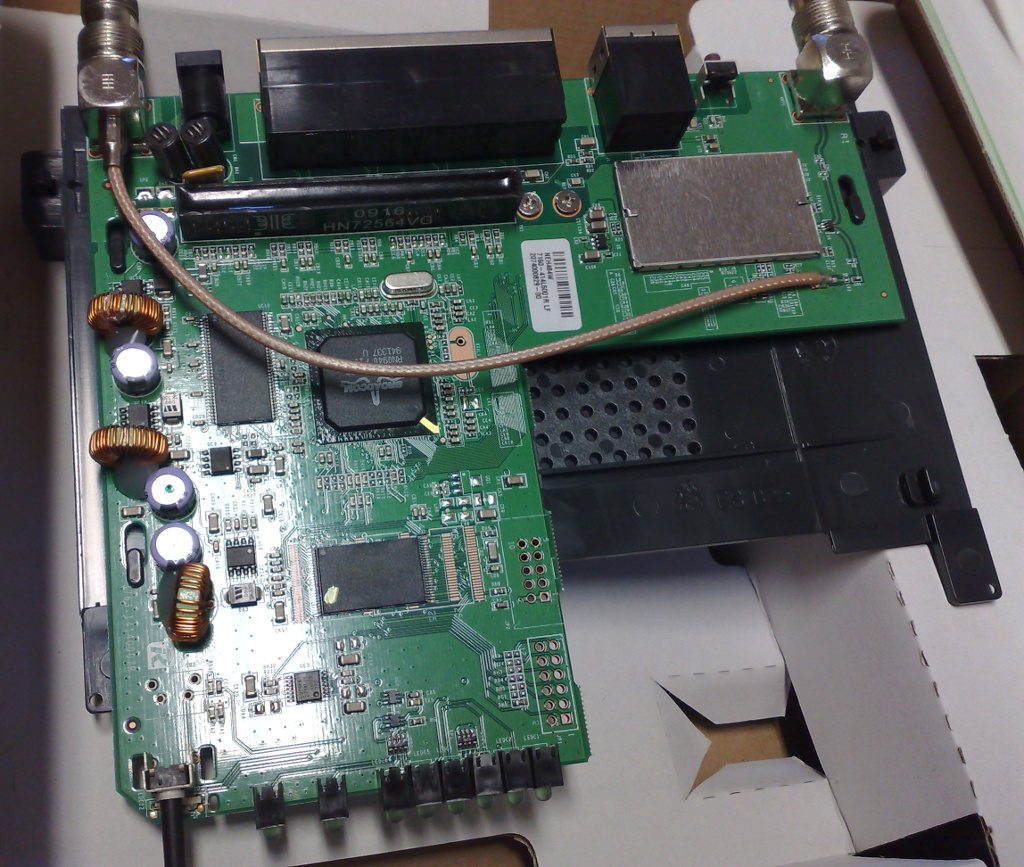
Leiterplatte des WRT54GL v1.1

Der Einfallsreichtum innerhalb der großen Entwickler-Community beschränkt sich allerdings nicht auf Modifikationen an der Firmware des WRT54G, auch die Hardware selbst wurde teilweise modifiziert. Das Hinzufügen einer Seriellen Schnittstelle oder eines Slots für eine SD-Karte ist dabei genauso möglich wie der Anschluss einer Soundkarte oder Grafikkarte – wobei die beiden letzteren eher exotische Ausnahmen bilden.
Fast identisch ist das Modell WRT54GS. In den ersten Hardwarevarianten verfügte es über mehr RAM sowie Flashspeicher und wurde zusätzlich um eine Technologie namens „Speed Booster“ erweitert, welche die Geschwindigkeit des WLANs verbessern soll. Diese ist mit dem IEEE-802.11-Standard kompatibel. Daher können auch Geräte, die nicht über eine „Speed-Booster“-Erweiterung verfügen, mit dem WRT54GS betrieben werden. Laut Linksys kann selbst das einen kleinen Geschwindigkeitszuwachs bringen, ist aber nicht damit vergleichbar, wenn sowohl Router als auch Clients über „Speed Booster“ verfügen. Letzteres soll bis zu 35 Prozent mehr Geschwindigkeit bringen. Die dazu benötigten WLAN-Karten sind proprietär und werden ausschließlich von Linksys angeboten.
Die beiden Antennen werden durch einen BNC-Steckverbinder mit dem Router verbunden.

## Fehler/Änderungen
Die Linksys-Router wurden während des Produktionszeitraumes Änderungen hinsichtlich der Software bzw. Firmware, aber auch der Hardware unterzogen.

### Large-File-Copy-Bug/200MHz → 216MHz
Dies war ein Fehler, der auftrat, wenn man große Dateien vom WLAN ins LAN kopierte. Davon besonders betroffen war die Version 2.2 aber auch Version 3.0 und 4.0. Die Community, die sich um das Produkt entwickelt hat, stellte schnell fest, dass dieser Fehler durch Übertaktung des Chips von 200 MHz auf 216 MHz = Fast-Ethernet-Takt behoben werden kann. Diese Lösung wurde dann zunächst von einigen Third-Party-Firmwareanbietern (s. u.) übernommen und fand sich schließlich auch in der nächsten offiziellen Linksys-Firmware. Daher differieren die Angaben über die Frequenz beim selben Modell auf diversen Seiten zwischen 200 MHz und 216 MHz. Die Übertaktung hat kaum merkliche Auswirkungen auf die Hitzeentwicklung und ist somit unschädlich.

### Systemwechsel
Wie bereits oben beschrieben, wurde die Firmware komplett auf ein anderes System (VxWorks) umgestellt. Aus diesem Grund muss sehr genau darauf geachtet werden, welche Hardware-Revision des Geräts vorliegt und welche Firmware dafür aufgespielt werden darf, da es sonst die Hardware zerstören könnte.
Nachfolgend findet sich eine Übersicht über die Hardware-Änderungen.

### Hardware-Revisionen
| WRT54G | Taktsignal | RAM   | Flash-Speicher | Anfang Seriennr. | Bemerkung |
| ------ | ---------- | ----- | -------------- | ---------------- | --- |
| 1.0    | 125 MHz    | 16 MB | 4 MB           | CDF0 CDF1        | 20 LEDs an der Vorderseite (mit Anzeige für jeden RJ-45-Port Link/Aktivität, Kollision und Geschwindigkeit). Die WLAN-Anbindung erfolgt über eine Mini-PCI-Karte. CPU: Broadcom BCM4702KPB. |
| 1.1    | 125 MHz    | 16 MB | 4 MB           | CDF2 CDF3        | Die LEDs wurden auf acht reduziert (nur noch 1 LED für Link/Aktivität pro RJ-45-Port). Der WLAN-Chipsatz ist auf der Hauptplatine integriert. |
| 2.0    | 200 MHz    | 16 MB | 4 MB           | CDF5             | Gegenüber der Version 1.1 ein CPU-Upgrade (Broadcom BCM4712KPB) und für den WLAN-Chipsatz werden weniger Bausteine benötigt. |
| 2.2    | 200 MHz    | 16 MB | 4 MB           | CDF7             | Einige Geräte wurden mit einem 32-MB-Speicherchip ausgeliefert. Bei diesen wird aber standardmäßig nur 16 MB genutzt und die vollen 32 MB können per nvram-Parameter nutzbar gemacht werden. |
| 3.0    | 200 MHz    | 16 MB | 4 MB           | CDF8             | Ähnlicher Aufbau wie Version 1.1 und spätere. Hinter der linken Frontblende ein undokumentierter Taster, der für das „Secure EZ Setup“ gedacht ist. |
| 3.1    | 200 MHz    | 16 MB | 4 MB           | CDF9             | Besitzt einen beleuchteten Taster an der linken Seite mit einem Cisco-Logo, der dazu dient, das „Secure EZ Setup“ zu aktivieren. |
| 4.0    | 200 MHz    | 16 MB | 4 MB           | CDFA             | CPU-Upgrade auf Broadcom BCM5352EKPB, baugleich zu WRT54GL. |
| 5.0    | 200 MHz    | 8 MB  | 2 MB           | CDFB             | Wird mit der VxWorks-Firmware ausgeliefert. Aufgrund der geringen Anforderungen wurde vor allem der Flash-Speicher verkleinert, was das Installieren einer anderen Firmware erheblich erschwert. Third-Party-Firmware ist derzeit lediglich eine angepasste Version von DD-WRT, die allerdings komplizierter zu flashen ist. Die alte Version 4 wird nun als WRT54GL Rev. 1.0 angeboten. |
| 6.0    | 200 MHz    | 8 MB  | 2 MB           | CDFC             | Neue Version des „WRT54G-D2“ (3.1). Bezüglich Third-Party-Firmware gilt das gleiche wie bei Version 5. |
| 7.0    | 200 MHz    | 8 MB  | 2 MB           | CDFE             | WLAN-Chip von Atheros, Netzwerk-Chip ADM6996. Bisher ist keine Third-Party-Firmware verfügbar, die sich auf diesen Router flashen lässt. Der Router ist nicht zu verwechseln mit dem WRT54GS v7. |
| 8.0    | 240 MHz    | 8 MB  | 2 MB           | CDFF CDFG        | CPU-Upgrade auf Broadcom BCM5354KFBG. Auf diesen Router lässt sich die Third-Party-Firmware DD-WRT v24 ab Release Candidate 3 und neuer flashen. |

| WRT54GL | Taktsignal | RAM   | Flash-Speicher | Anfang Seriennr. | Bemerkung |
| ------- | ---------- | ----- | -------------- | ---------------- | --- |
| 1.0     | 200 MHz    | 16 MB | 4 MB           | CL7A             | Nach Veröffentlichung des WRT54G 5.0 und dem Wechsel von Linux auf VxWorks vertreibt Linksys das alte Modell 4.0 nun unter dem Namen WRT54GL. |
| 1.1     | 200 MHz    | 16 MB | 4 MB           | CL7B CL7C        | Frühe Fabrikate wurden noch mit Intel-Flash-Speicher ausgeliefert, spätere mit solchen von Samsung.                                           |
| 1.1     | 200 MHz    | 32 MB | 8 MB           | CO61             | T-Mobile-Version der WRT-54GL |

| WRT54GS | Taktsignal | RAM   | Flash-Speicher | Anfang Seriennr. | Bemerkung |
| ------- | ---------- | ----- | -------------- | ---------------- | --- |
| 1.0     | 200 MHz    | 32 MB | 8 MB           | CGN0 CGN1        | Besitzt die „Speed-Booster“-Technik, die einen höheren Durchsatz bei 802.11g-Geräten bietet, die diese Technik unterstützen. |
| 1.1     | 200 MHz    | 32 MB | 8 MB           | CGN2             | Switching-IC geändert von ADMtek 6996L zum Broadcom BCM5325EKQM. |
| 2.0     | 200 MHz    | 32 MB | 8 MB           | CGN3             | andere RAM-ICs. |
| 2.1     | 200 MHz    | 32 MB | 8 MB           | CGN4             | Einführung des „Secure EZ Setup“. |
| 3.0     | 200 MHz    | 32 MB | 8 MB           | CGN5             | CPU-Upgrade auf Broadcom BCM5352EKBP. |
| 4.0     | 200 MHz    | 16 MB | 4 MB           | CGN6             | Halbierung von RAM und Flash. |
| 5.0     | 200 MHz    | 16 MB | 2 MB           | CGN7             | Umstellung auf VxWorks als Firmware. |
| 5.1     | 200 MHz    | 16 MB | 2 MB           | CGN8             | |
| 6.0     | 200 MHz    | 16 MB | 2 MB           | CGN9             | |
| 7.0     | 200 MHz    | 16 MB | 2 MB           | CGNA?/CGNB       | CPU-Upgrade auf Broadcom BCM5354KFBG. Bei V7 wurden unterschiedliche Flash-Chips verbaut, welcher das im Einzelnen ist, kann nur durch Öffnen des Gehäuses festgestellt werden (Garantieverlust!). DD-WRT ab v24 RC3 micro derzeit nur möglich, soweit kein Intel-Flash verbaut ist. |

| WRT54G3G          | Taktsignal | RAM   | Flash-Speicher | Anfang Seriennr. | Bemerkung |
| ----------------- | ---------- | ----- | -------------- | ---------------- | --- |
| 1.0               | 200 MHz    | 16 MB | 4 MB           | CHB0             | Vodafone „branded“ Firmware; unterstützt GPRS, UMTS und HSDPA bis zu 7,2 Mbit/s. PCMCIA-Slot für UMTS-Datenkarte. Unterstützt nur bestimmte Datenkarten und SIM-Karten. Volle Unterstützung für OpenWRT. |
| 1.1 (-EU od. -EM) | 200 MHz    | 16 MB | 4 MB           | CKI1             | Wie Version 1.0, aber europäische Firmware-Version, unterstützt GPRS, UMTS und HSDPA bis zu 7,2 Mbit/s. Volle Unterstützung für OpenWRT.                                                                 |

| WRT54G3GV2-VF | Taktsignal | RAM   | Flash-Speicher | Anfang Seriennr. | Bemerkung |
| ------------- | ---------- | ----- | -------------- | ---------------- | --- |
| 1.0           | 260 MHz    | 32 MB | 16 MB          | CSC0             | Unterstützt GPRS, UMTS und HSDPA bis zu 7,2 Mbit/s und HSUPA bis zu 5,4 Mbit/s. PCMCIA Slot für UMTS-Datenkarte. Zusätzlich 2 USB Ports für 3G/UMTS-USB-Sticks und 1 zusätzlicher USB Port z. B. für Speicher-USB-Sticks. Unterstützt HSDPA und HSUPA, z. B. mit T-Mobile Web’N-Walk-Stick IV (Huawei E176 – hat ext. Antennenbuchse) und Huawei E220. Neue Bootloader-Version: 2 × 8 MB Flash-Blöcke mit 2 Images hintereinander; das 2. Image zur Sicherheit. Unterstützung für OpenWRT. |

Zum Teil werden vom Hersteller nicht erläuterte Namenszusätze verwendet. So werden derzeit vom WRT54GL die Unterversionen WRT54GL-DE und WRT54GL-EU angeboten. Nach Angaben eines österreichischen Händlers liegt der Unterschied nur an der Linksys-Firmware, so soll der Einsatz der DE-Firmware mit österreichischen ADSL-Zugängen problematisch sein. Auch sind zum Beispiel in der USA-Firmware einige Kanäle des WLAN nicht verfügbar, da diese dort nicht freigegeben sind. Dies sind jedoch ausschließlich Einschränkungen der Software. Die Hardware ist auch hier identisch. Zusätzlich gibt es in den USA auch den WRTSL54GS mit zusätzlichem USB-Port. Es existieren zwei Versionen: V1.0
(32 MB RAM, 8 MB Flash) und Version 2.00.5 (32 MB RAM, 4 MB Flash).

## Linux-Distributionen für den WRT54G
- DD-WRT
- OpenWrt
  - FreeWRT
  - Freifunk-Firmware
  - Gargoyle baut auf OpenWrt auf und ergänzt es um ein Webinterface mit vielen Funktionen
  - LEDE
- Tomato

Ohne eigenen Wikipedia-Artikel:
- Ewrt derzeit keine aktive Entwicklung
- HyperWRT
- Sveasoft (nur alte Versionen gratis)
- X-Wrt Erweiterung für OpenWrt, liefert ein Webinterface für den Endbenutzer